# Bombax ceiba
Bombax ceiba är en malvaväxtart som beskrevs av Carl von Linné. Bombax ceiba ingår i släktet Bombax och familjen malvaväxter. En underart finns: B. c. leiocarpum.

## Bildgalleri

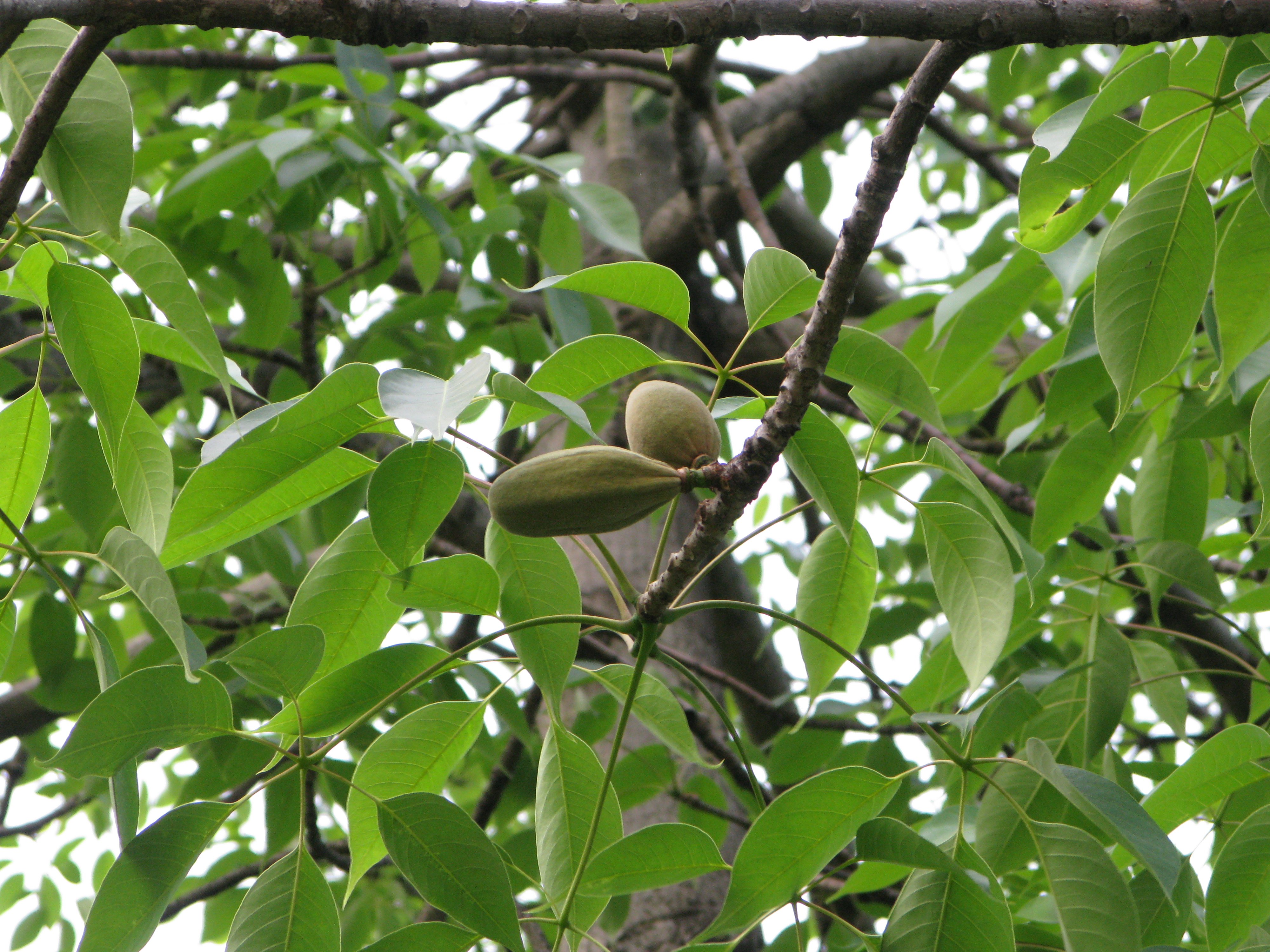
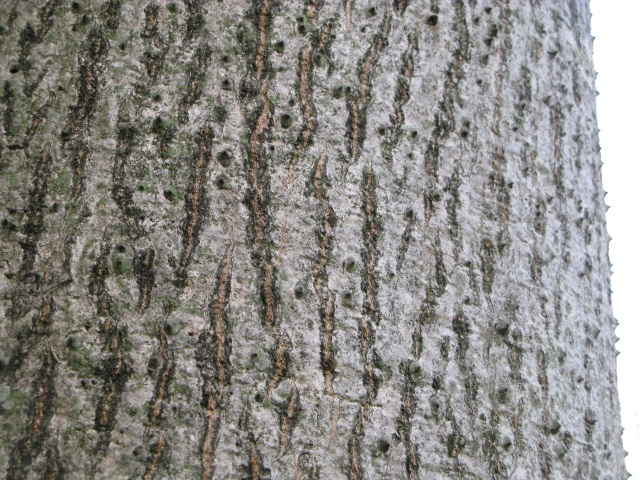